# Little Nightmares III
Little Nightmares III (с англ. — «Маленькие кошмары 3») — будущая компьютерная игра в жанре платформера с элементами квеста и хоррора, разрабатываемая компанией Supermassive Games. Игра будет выпущена компанией Bandai Namco Entertainment для Windows, PlayStation 4, PlayStation 5, Xbox One, Xbox Series X/S, Nintendo Switch и Nintendo Switch 2. Является продолжением предыдущих игр серии. В игре рассказывается о двух новых главных героях-детях, Лоу (англ. Low) и Одной (англ. Alone), которые путешествуют по «Нигде» (англ. The Nowhere) и убегают от надвигающейся угрозы. Официальный выпуск игры запланирован на 10 октября 2025 года.

## Игровой процесс
Как и его предшественники, действие Little Nightmares III происходит в 2,5D-мире. Игрок должен исследовать мир, периодически сталкиваясь с ситуациями или головоломками, которые необходимо решить, чтобы пройти дальше. В отличие от первых двух игр, теперь игрок может играть либо в одиночку с компьютером, управляемым искусственным интеллектом, либо с другим игроком в сетевом кооперативном режиме. Два главных героя имеют новую и в то же время разную механику игры: Лоу владеет луком и стрелами, а Одна использует гаечный ключ для защиты или продвижения.

## Разработка
В 2021 году шведская студия Tarsier Studios подтвердила, что Little Nightmares II станет её последней игрой, поскольку они были приобретены Embracer Group в декабре 2019 года; но поскольку интеллектуальные права на Little Nightmares принадлежат Bandai Namco, издатель намерен продолжить серию и без Tarsier Studios.
В августе 2023 года Little Nightmares III была представлена на выставке Gamescom Opening Night Live. В отличие от своих предшественников, игра разработана исключительно Supermassive Games, а не первоначальным разработчиком франшизы. У Supermassive уже был опыт работы с франшизой Little Nightmares, а именно с разработкой улучшенных портов второй части для PlayStation 5 и Xbox Series X/S.
Также была анонсирована серия подкастов под названием «The Sounds of Nightmares», первые два эпизода которой были выпущены на YouTube-канале Bandai Namco Europe 22 августа 2023 года, и в этот же день была анонсирована сама игра. Подкаст повествует об истории девочки по имени Нун, попавшей на лечение в некий Окружной психиатрический институт из-за мучающих её ночных кошмаров. Предварительный релиз игры был запланирован на 2024 год, однако в мае 2024 года разработчик отложил выход на 2025 год. Сама игра будет выпущена 10 октября 2025. В конце июня 2025 года разработчики объявили дату выхода игры, а также подтвердили ранее известный список платформ.